# Conisania leineri
Conisania leineri, zuweilen auch Leiners Beifußeule genannt, ist ein Schmetterling (Nachtfalter) aus der Familie der Eulenfalter (Noctuidae).

## Merkmale

### Falter
Die Flügelspannweite der Falter beträgt 29 bis 36 Millimeter. Die Farbe der Vorderflügeloberseite variiert von graubraun bis rötlich braun. Sowohl die innere als auch die äußere Querlinie werden aus weißen Punkten gebildet, die Wellenlinie ist gelblich weiß. Der untere Bereich der Nierenmakel ist weiß ausgefüllt. Ring- und Zapfenmakel sind klein, undeutlich und verwischt. Bei Exemplaren der Unterart Conisania leineri pomerana sind die Adern weißlich bestäubt. Die Hinterflügeloberseite ist zeichnungslos und hell graubraun gefärbt.

### Ei
Das kugelige Ei hat eine stark abgeplattete Basis, ist kräftig gerippt und hat eine weiße Farbe. Es zeigt eine karminrote Binde und einen gleichfarbigen Mittelfleck.

### Raupe
Bei den ausgewachsene Raupen gibt es verschiedene Farbvarianten. So können sie bräunlich gefärbt sein und schmale, helle Rücken- und Nebenrückenlinien zeigen oder sie haben eine grünliche Farbe und breite, weißliche Nebenrückenlinien und Seitenstreifen. Die Stigmen sind schwarz.

### Puppe
Die hellbraune Puppe hat eine gedrungene Form. Am kurzen, kegelförmigen Kremaster befinden sich zwei lange Spitzen.

### Ähnliche Arten
Aufgrund der großen Ähnlichkeit im äußeren Erscheinungsbild bei den folgenden Arten ist zur sicheren Bestimmung eine Genitaluntersuchung anzuraten.
- Conisania poelli Stertz, 1915
- Conisania albina (Staudinger, 1896)
- Conisania arterialis (Draudt, 1936)
- Conisania cervina (Eversmann, 1842)

## Verbreitung und Lebensraum
Das Verbreitungsgebiet ist in Mitteleuropa lückenhaft. Es erstreckt sich entlang der Ostseeküste und in Richtung Osten bis zum Südural. Bevorzugter Lebensraum sind offene, sandige Graslandschaften und Steppengebiete.

## Lebensweise
Die Falter fliegen in einer Generation pro Jahr. Hauptflugzeit sind die Monate Mai bis Juli. Sie sind überwiegend nachtaktiv und besuchen künstliche Lichtquellen sowie Köder und wurden zuweilen abends beim Saugen an den Blüten von Flieder (Syringa) beobachtet. Als Nahrungspflanze der im Juli und August lebenden Raupen werden Beifuß-Arten (Artemisia) angegeben. An der Ostseeküste wird Feld-Beifuß (Artemisia campestris)  ssp. sericea bevorzugt. Ältere Raupen verstecken sich am Tage gerne im Sand. Die Art überwintert als Puppe.

## Gefährdung
Conisania leineri kommt in Deutschland nur in Mecklenburg-Vorpommern, insbesondere im hinteren Dünengelände auf der Insel Usedom vor und wurde dort jahrweise zahlreich festgestellt.

## Unterarten
Neben der Nominatform Conisania leineri leineri werden folgende weitere Unterarten unterschieden:
- Conisania leineri bovina (Staudinger, 1888)
- Conisania leineri furcata (Eversmann, 1837)
- Conisania leineri pomerana (Schulz, 1869)